# سيدي محند أوشن
سيدي محند أوشن هي قرية تقع ضمن جهة سوس ماسة درعة في إقليم أكادير في المغرب. تأسست سنة 1590. ويتحدث سكانها اللغة الأمازيغية.

## مقالات ذات صلة
- سوس ماسة درعة